# Nunta (film din 1973)
A nu se confunda cu Nunta (film din 2004)
Nunta (în poloneză Wesele) este un film polonez din 1973, regizat de Andrzej Wajda, care ecranizează drama omonimă a lui Stanisław Wyspiański, pusă în scenă pentru prima oară în anul 1901.
Piesa de teatru a lui Wyspiański are un caracter poetic și abundă în simboluri, iar personajele comunică în versuri, ceea ce-i conferă un caracter profund teatral și o face greu de transpus în limbaj cinematografic. Personajele Nunții sunt reprezentanți ai intelectualității și ai țărănimii, care vin la cabana rurală din Bronowice Małe pentru a sărbători nunta unui mire intelectual cu o mireasă țărancă. Nunta, care simbolizează unirea iluzorie a celor două clase sociale, este tulburată de apariția în anumite momente a fantomelor unor personaje reale din trecutul Poloniei, a căror prezență devine o ocazie de a reflecta cu privire la istoria poporului polonez și la perspectivele sale. Celebrarea nunții este reprezentată astfel într-un context istorico-politic.
Ecranizând Nunta, cineastul Andrzej Wajda a condensat acțiunea piesei de teatru în interiorul căsuței de la țară, unde au loc simultan dansuri, conversații și monologuri interioare ale personajelor. Secvențele dinamice de dans au fost coordonate de directorul de imagine Witold Sobociński, care a dirijat camerele de filmat în ritmul compozițiilor muzicale ale lui Stanisław Radwan. Deși adaptarea dramei lui Wyspiański a păstrat contextul istoric în care au loc evenimentele, mesajul artistic a fost actualizat; de exemplu, personajul Wernyhora a fost reprezentat în film de mareșalul Józef Piłsudski, creatorul Legiunilor Poloneze.
Filmul Nunta a avut parte de recenzii critice extrem de diverse în Polonia, dar a fost primit mai favorabil în străinătate, câștigând premiul Scoica de Argint la Festivalul Internațional de Film de la San Sebastián.

## Rezumat

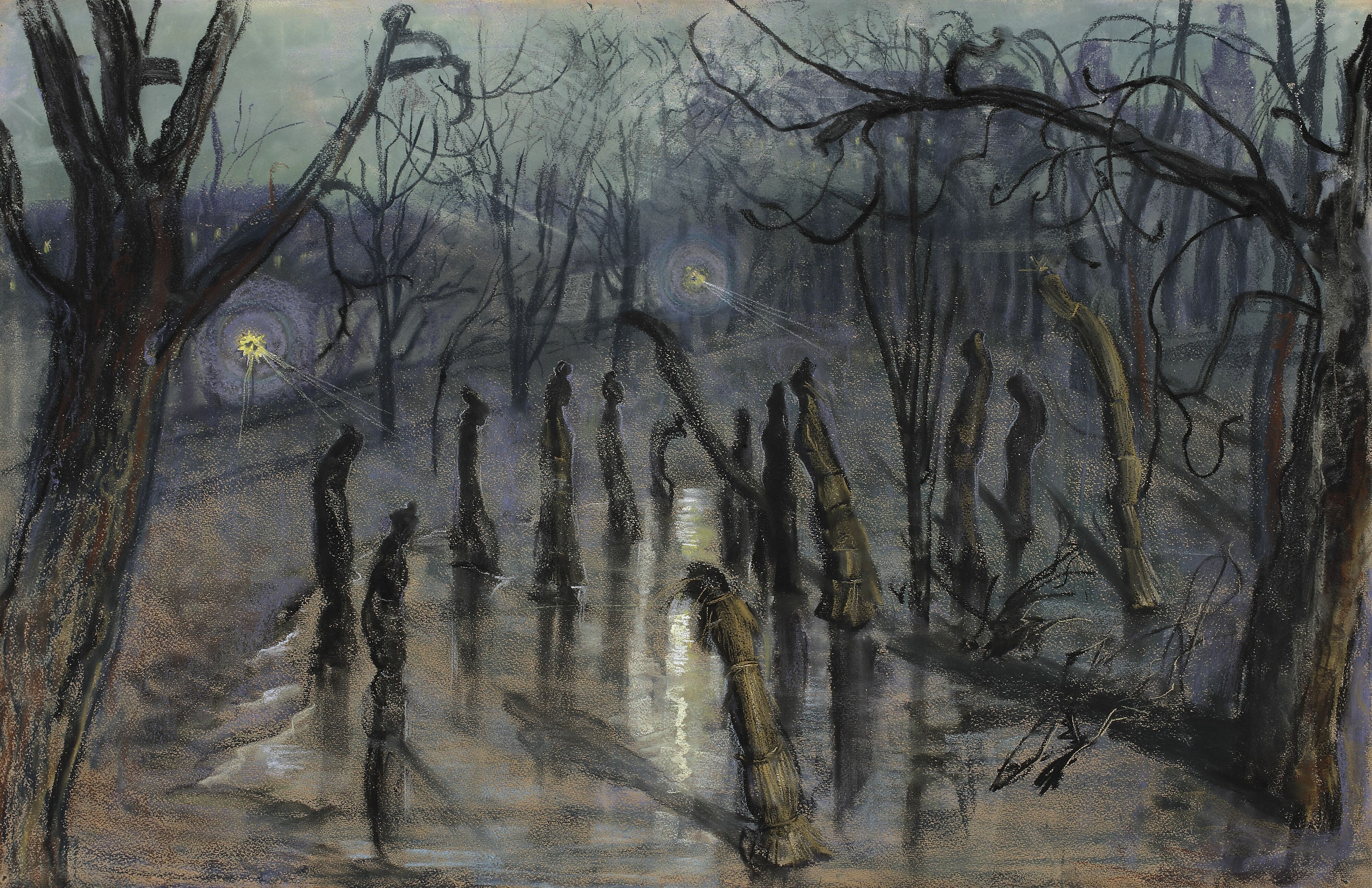
Stanisław Wyspiański, Omul de Paie (Chochoły, 1898–1899)

Un alai de nuntă, în frunte cu un mire intelectual și o mireasă țărancă, ies din Bazilica Sfânta Maria din Cracovia și se îndreaptă spre satul Bronowice Małe, trecând în drum pe lângă un grup de militari austrieci. Petrecerea de nuntă are loc într-o cabană rurală, unde sosește la căderea serii un jurnalist melancolic, invitat al mirelui. Amestecați în mulțimea care dansează, țăranii și intelectualii discută între ei, dar nu reușesc să se înțeleagă; astfel, la întrebarea cu privire la politică pe care i-o pune țăranul Czepiec, jurnalistul evită să răspundă, temându-se că nu va fi înțeles. Pe măsură ce se întunecă tot mai mult stăpânului casei unde are loc nunta începe să i se pară că vede fantome călare pe câmpul din apropiere.
Conflictele de clasă ies la iveală în timpul petrecerii zgomotoase. Proveniți din clasa de mijloc, poetul, soția consilierului (Radczyni) și tânăra intelectuală Maryna refuză să se amestece printre țărani, în timp ce jurnalistul rătăcește buimac prin mulțimea care dansează. În acest timp intră în cabană un cămătar evreu, împreună cu fiica sa, Rachela, încercând să recupereze datoriile contractate de țărani. Poetul o invită la dans pe evreica Rachela, care stătea stingheră într-un colț, ceea ce provoacă dezgust în rândul țăranilor; Czepiec menționează un pogrom împotriva evreilor, făcându-l pe preot să râdă. Rachela se întoarce brusc către fereastră, privind fantomele de afară și rugându-l pe poet să le lase să intre în casă, așa cum cere tradiția. Fantome din trecutul Poloniei se arată unor persoane prezente la nuntă: măscăriciul Stańczyk vorbește cu jurnalistul, Cavalerul apare în fața ochilor poetului, Reytan și Hatmanul i se adresează mirelui, Wernyhora îi transmite un mesaj stăpânului casei, iar țăranul bătrân vede fantoma răsculatului Jakub Szela.
Ulterior, stăpânul casei transmite mesajul lui Wernyhora tânărului țăran Jasiek, înmânându-i un corn de aur cu care să cheme poporul polonez la lupta pentru libertate. Jasiek ia cornul de aur și, încălecând pe un cal alb, merge să-și îndeplinească misiunea. Cu toate acestea, pierzându-se în ceață, ajunge la locul unde se întâlnesc granițele celor trei imperii care împărțiseră între ele teritoriul Poloniei. Înconjurat de militarii ruși, germani și austrieci, Jasiek reușește să scape și pornește înapoi, pierzându-și pe drum pălăria cu pene și cornul de aur. Între timp, elanul nunții se risipește, iar, ca urmare a conflictului tot mai mare dintre intelectuali și țărani, Czepiec cere țăranilor să se înarmeze cu coase pentru a porni la luptă împotriva invadatorilor și-i forțează pe intelectualii confuzi să se alăture oștii țărănești. Încep să se audă tropăituri de cai și zgomote de coasă, iar mulțimi de țărani se apropie tot mai mult. Toți participanții la nuntă îngenunchează cu mâinile încrucișate în semn de rugăciune, în așteptarea lui Jasiek care trebuia să sune începerea revoltei. Jasiek ajunge în cele din urmă la cabană și îi găsește pe nuntași îngenuncheați și amorțiți, însă, nemaiavând cornul de aur, nu poate să-i trezească din visul în care erau cufundați. Odată cu primul cântat al cocoșului, nuntașii se ridică de jos, aruncă din mâini coasele și încep să danseze în horă în jurul Omului de Paie.

## Distribuție
Sursă: FilmPolski.pl
- Daniel Olbrychski – mirele (Pan Młody)[33][34][35]
- Ewa Ziętek – mireasa Jadwiga (Panna Młoda)[33][34][35]
- Andrzej Łapicki – poetul, prieten al mirelui[33][34][35]
- Wojciech Pszoniak – jurnalistul de la ziarul Czas/măscăriciul Stańczyk[33][34][35]
- Franciszek Pieczka – țăranul Czepiec, căpetenia satului[33][34][35]
- Marek Walczewski – pictorul Włodzimierz, gazda nunții, fratele poetului[33][34][35]
- Izabella Olszewska – Hanusia, soția gazdei, sora miresei[33][34][35]
- Maja Komorowska – evreica Rachela[33][34][35]
- Marek Perepeczko – cavalerul de onoare Jasiek[33][34][35]
- Gabriela Kwasz – Zosia, fata cu fundă roșie, nepoata doamnei consilier[33][35]
- Olgierd Łukaszewicz – spectrul pictorului visat de Marysia[33][35]
- Bożena Dykiel – domnișoara de onoare Kasia, prietena miresei[33][34][35]
- Janusz Bukowski – cavalerul de onoare Kasper[33][35]
- Artur Młodnicki – bardul cazac Wernyhora, prevestitorul[33][35]
- Wirgiliusz Gryń – fantoma țăranului răsculat Jakub Szela[33][35]
- Leszek Piskorz – țăranul Staszek[33][35]
- Czesław Wołłejko – hatmanul Franciszek Ksawery Branicki[33][35]
- Mieczysław Voit – cămătarul evreu Moise, tatăl Rachelei[33][34][35]
- Hanna Skarżanka – țăranca Klimina, văduva fostei căpetenii a satului[33][34][35]
- Małgorzata Lorentowicz – soția unui consilier (Radczyni) din Cracovia[33][34][35]
- Andrzej Szczepkowski – pictorul bețiv Nos, prieten al mirelui[33][34][35]
- Emilia Krakowska – Marysia, sora miresei[33][34][35]
- Mieczysław Stoor – țăranul Wojtek, soțul Marysiei[33][35]
- Barbara Wrzesińska – Maryna, nepoata doamnei consilier, iubita poetului[33][34][35]
- Henryk Borowski – țăranul bătrân[33][34][35]
- Kazimierz Opaliński – tatăl miresei[33][35]
- Maria Konwicka – Haneczka, fata cu fundă albastră, sora mirelui[33][35]
- Anna Góralska – fetița Isia, fata Hanusiei[33][35]
- Mieczysław Czechowicz – preotul[33][35]
- Wiktor Grotowicz – fantoma sfetnicului hatmanului (nemenționat)[36]
- Czesław Niemen – Omul de Paie (voce)[33][34][35]

și
- „Kamionka” (grup folcloric din Łysa Góra)[37]
- „Koronka” (grup folcloric din Bobowa)[37]
- „Opocznianka” (grup folcloric din Opoczno)[37]

## Sursă de inspirație

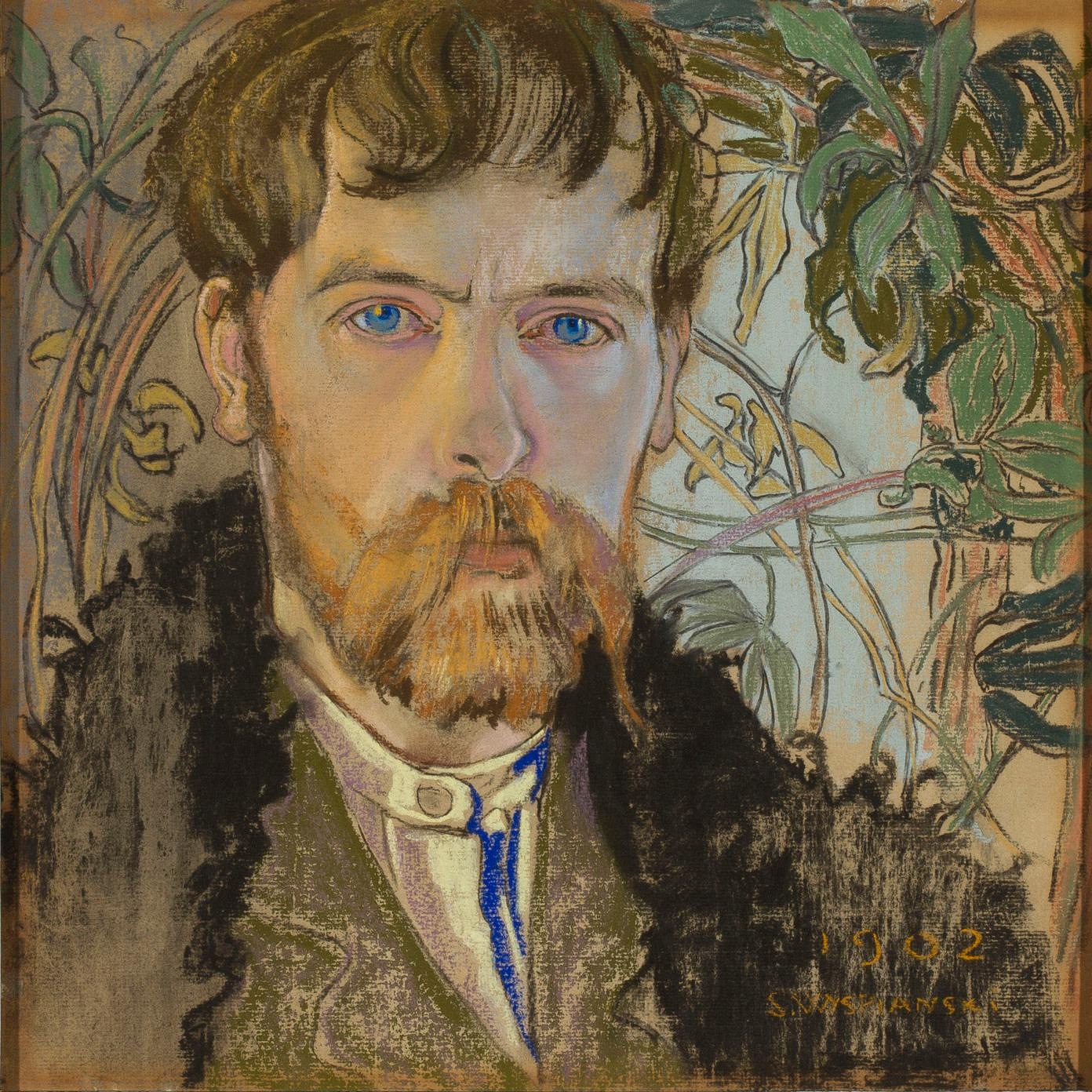
Autoportret al lui Stanisław Wyspiański, realizat în 1902.

Filmul Nunta este o adaptare a dramei omonime a lui Stanisław Wyspiański, pusă în scenă pentru prima dată la 16 martie 1901 pe scena Teatrului Municipal din Cracovia, în regia lui Adolf Walewski, și devenită una dintre cele mai cunoscute și aclamate creații teatrale poloneze. Nunta literară a avut la bază un eveniment real: nunta poetului Lucjan Rydel (Mirele; 1870–1918) cu țăranca Jadwiga Mikołajczykówna (Mireasa; 1883–1936) la 20 noiembrie 1900.
Personajele reprezentate în versiunea literară și cinematografică a poveștii sunt modelate după unele persoane reale; astfel, stăpânul casei este de fapt pictorul Włodzimierz Tetmajer (1861–1923), soția lui, Hanusia, este Anna Tetmajerowa (1874–1954), soția pictorului și sora miresei, poetul – Kazimierz Przerwa-Tetmajer (1865–1940), fratele vitreg al lui Włodzimierz, jurnalistul – Rudolf Starzewski (1870–1920), soția consilierului – scriitoarea Antonina Domańska (1853–1917), soția profesorului neurolog Stanisław Domański (1844–1916) și mătușa lui Rydel, Haneczka – asistenta medicală Anna Rydlówna (1884–1969), sora lui Rydel, Maryna și Zosia – surorile Maria (1884–1941) și Zofia Pareńska (1886–1956), fetița Isia – viitoarea pictoriță Jadwiga Tetmajer-Naimska (1891–1975), fiica lui Włodzimierz, Nos – pictorul Tadeusz Noskowski (1876–1932), Marysia și Wojtek – soții Maria (1877–1925) și Wojciech Susuł, sora și respectiv cumnatul miresei, tatăl miresei – țăranul Jacenty Mikołajczyk, Jasiek – Jan Mikołajczyk, fratele miresei, Staszek – Stanisław Rubin, orfan angajat de soții Tetmajer ca ajutor la fermă, Czepiec – Błażej Czepiec (1857–1934), unchiul matern al miresei și maestru de ceremonii, Kasper – Kasper Czepiec, fiul primarului Maciej Czepiec și nepotul lui Błażej Czepiec, Kasia – Katarzyna Susuł, sora lui Wojciech și domnișoară de onoare, cămătarul evreu – hangiul Hirsz Singer, Rachela – Józefa Singer (1881–1955), fiica hangiului. De asemenea, unii dintre eroii simbolici ai dramei sunt personaje reale din istoria Poloniei.
Piesa în trei acte a lui Stanisław Wyspiański este o creație literară poetică și plină de simboluri, iar personajele comunică în versuri, ceea ce-i conferă un caracter profund teatral și o face greu de transpus în limbaj cinematografic. Intriga piesei o reprezintă nunta unui poet celebru din Cracovia cu o tânără țărancă. Petrecerea de nuntă, desfășurată în mediul rural, devine un prilej de întâlnire între reprezentanții a două clase sociale diferite, iar relațiile dintre ei, deși par a fi armonioase la prima vedere, sunt marcate de amintirea unor conflicte mai vechi precum Răscoala țărănească din Galiția din 1846, care s-a soldat cu masacrarea de către țărani, încurajați de autoritățile austriece, a unui număr mare de nobili.
După un prim act, care se desfășoară într-un plan realist, Wyspiański abandonează convenția realistă în actul II și creează o lume fantasmagorică, populată de figuri alegorice din istoria și cultura poloneză, care constituie de fapt o proiecție a conștiințelor vinovate ale intelectualilor polonezi de la începutul secolului al XX-lea. Unul dintre figurile alegorice care apar este bardul mitic Wernyhora, care îi cheamă pe polonezi să lupte pentru eliberarea țării. Actul III prefigurează o posibilă revoluție națională care nu mai are însă loc. Sfârșitul piesei arată că polonezii încă nu erau suficient de maturi pentru a-și asuma responsabilitatea eliberării naționale.

### Diferențe între piesa de teatru și film
Filmul Nunta adaptează cu fidelitate piesa lui Wyspiański, păstrând dialogurile în versuri, evidențiind momentele onirice și întărind simbolismul cu aluzii istorice, dar, cu toate acestea, există unele diferențe. Acțiunea filmului a fost condensată în comparație cu piesa de teatru originală. Wyspiański a sugerat o convenție gen „ieslea de Crăciun”, conform căreia nunta avea loc într-un spațiu adiacent, invizibil pentru spectator. În versiunea lui Wajda, întreaga petrecere de nuntă are loc într-o sală de dans plină de oameni, în care au avut loc simultan dansuri, conversații și monologuri interioare ale personajelor, ceea ce duce la „învălmășirea sensurilor”. În plus, în timp ce în primele două acte ale piesei lui Wyspiański universurile realist și simbolic sunt delimitate în mod clar, în filmul lui Wajda cele două universuri se întrepătrund.
În ciuda unei atmosfere aparent festive, drama lui Wyspiański realizează un portret critic al societății poloneze de la începutul secolului al XX-lea, dezvăluind starea de stagnare și de lipsă de speranță în care trăiau majoritatea locuitorilor, precum și lipsa de solidaritate între clasele sociale. Această stare de spirit tristă este redată încă de la începutul filmului prin intermediul peisajului cenușiu de toamnă și al exercțiile militare ale soldaților austrieci, dar Wajda adaugă o notă de optimism prin deghizarea bardului Wernyhora ca mareșalul Józef Piłsudski, prefigurând o revoluție națională care nu fusese nici măcar întrevăzută de Wyspiański în anul 1901.

## Producție

### Scenariu

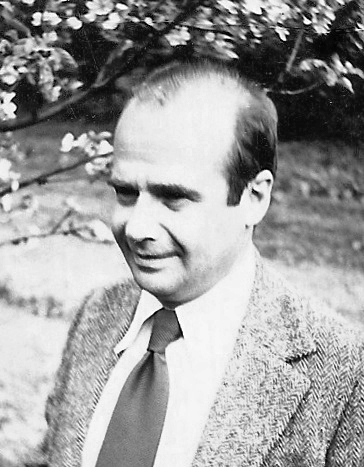
Andrzej Kijowski, scenaristul filmului Nunta, în 1973

Cineastul Andrzej Wajda a fost atras încă de la începutul carierei sale de creațiile romantice poloneze, care au fost asimilate într-un mod creativ în filmele sale. Creațiile artistice ale lui Wajda sunt dominate de ideile cultural-politice și de sugestiile vizuale de proveniență romantică și postromantică existente în scrierile lui Stefan Żeromski și Stanisław Wyspiański, în picturile lui Wyspiański, Jacek Malczewski și Andrzej Wróblewski și în sculpturile timpurii ale lui Xawery Dunikowski. Filmele lui Wajda au căutat să extindă limitele lucrărilor originale, păstrând semnificațiile acestora și dezvoltând modul de exprimare a ideilor.
La începutul anilor 1960 cineastul Andrzej Wajda i-a mărturisit criticului de film Stanisław Janicki că avea intenția de a ecraniza piesa de teatru Nunta (1901) a lui Stanisław Wyspiański, intuindu-i potențialul cinematografic. El a făcut o primă încercare de a reda substanța dramei lui Wyspiański prin reprezentarea ei pe scena Teatrului Vechi din Cracovia în 1963. Spectacolul teatral nu l-a mulțumit totuși pe regizor și, în plus, a fost prost primit de criticii de teatru ai vremii. Insuccesul l-a determinat să renunțe temporar la ecranizarea dramei până în anul 1970, când și-a anunțat din nou această intenție în fața publicului de la Serile Wawel. Wajda a înțeles că nu putea realiza această ecranizare fără a actualiza legenda care stătea la baza operei literare a lui Wyspiański. Decizând să ecranizeze o piesă poetică a unui autor clasic polonez, cineastul și-a asumat un risc major, datorită dificultăților de transpunere în limbaj cinematografic a unei opere pline de simboluri.
Înainte să înceapă să lucreze la filmul Nunta, Wajda a fondat studioul de producție de film Zespół Filmowy „X” în primele luni ale anului 1972, asumându-și funcția de director artistic. Adaptarea piesei de teatru a lui Wyspiański a fost precedată de o discuție dacă avea sens să fie realizat un film care ar fi fost înțeles doar de publicul polonez, fiind formulate opinii pro și contra. Depășirea caracterului teatral al piesei a reprezentat principala provocare a cineastului. Wajda a urmărit să creeze atmosfera unei nunți plină de viață și a păstrat dialogurile în versuri.

### Filmări
Atmosfera de incertitudine creată în jurul filmului a determinat schimbarea concepției artistice chiar în timpul filmărilor. Inițial Wajda a încercat să modifice legenda, mutând acțiunea filmului de la cabana Rydlówka din Bronowice Małe în orașul Cracovia și în împrejurimile sale. Prima variantă a scenariului scrisă de Andrzej Kijowski prevedea, de exemplu, că măscăriciul Stańczyk îl va conduce pe jurnalist în turnul unde se află clopotul Sigismund. Kijowski a îmbogățit scenariul cu informațiile cu privire la circumstanțele nunții poetului Lucjan Rydel pentru a conferi filmului o mai mare autenticitate. După patru săptămâni de filmări în aer liber, regizorul a observat, însă, că ecranizării îi lipsea tensiunea dramatică. Prin urmare, cea mai mare parte a materialului filmat în spațiul exterior nu a mai fost folosit, iar filmul conține doar secvența introductivă a procesiunii nupțiale de la biserică la Bronowice și, la sfârșit, scena insurecției eșuate.

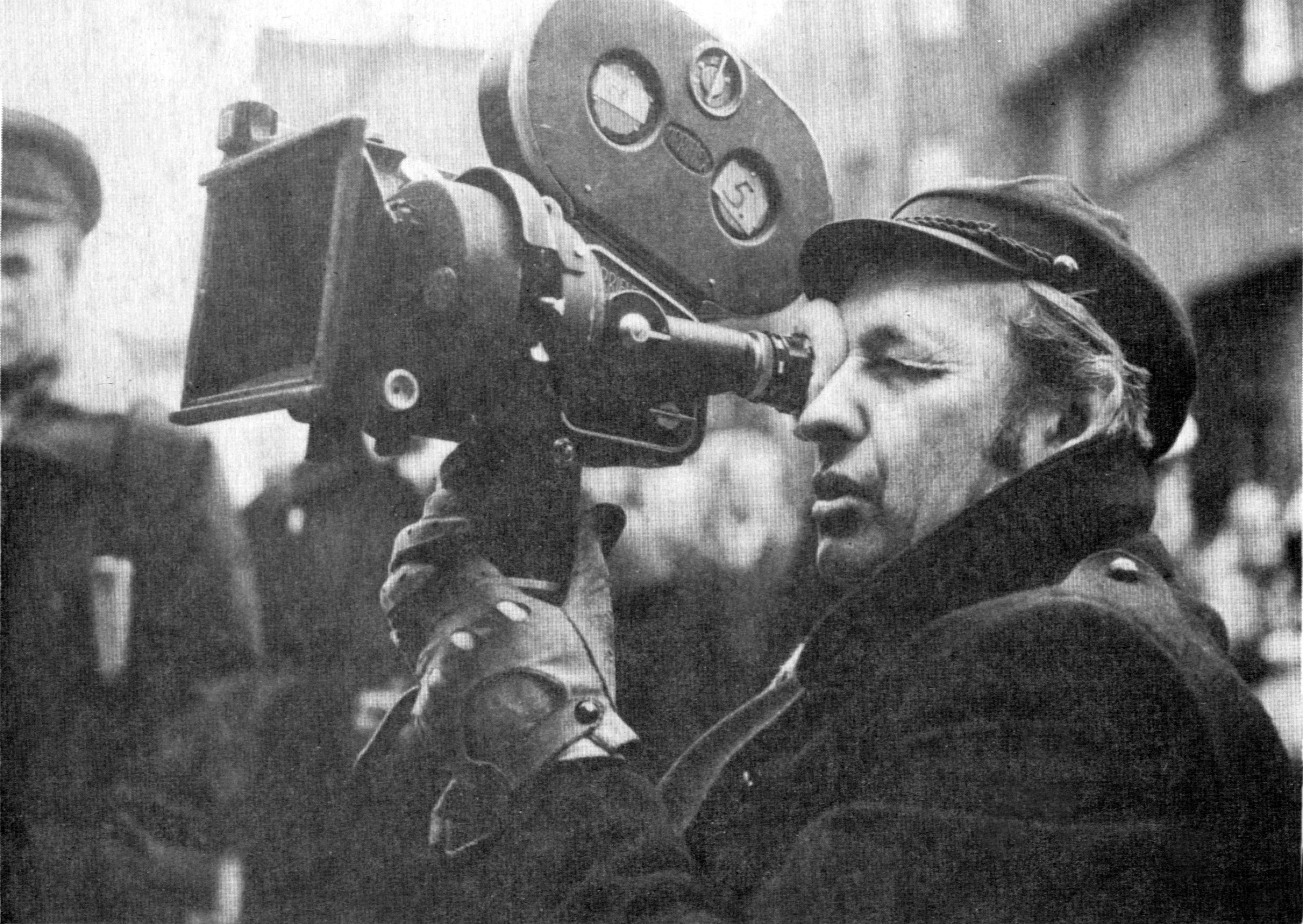
Andrzej Wajda pe platoul de filmare la Pământul făgăduinței (1974).

Regizorul a decis după aceste patru săptămâni petrecute în aer liber să se întoarcă la filmarea în studio. Responsabilul cu decorurile a fost scenograful Tadeusz Wybult, care a construit o casă rurală de dimensiuni normale, unde au încăput o mulțime de actori. Potrivit unei legende, neconfirmate de membrii echipei, Wybult ar fi trebuit să deplaseze pereții încăperilor mai mult înspre interior pentru ca spațiul să pară mai înghesuit. Artista scenografă Krystyna Zachwatowicz a creat costume tradiționale pe baza discuțiilor anterioare cu regizorul, fără a fi nevoită să le „modernizeze forțat”. Directorul de imagine Witold Sobociński a dezvoltat o concepție coloristică proprie, pe care a folosit-o în mod constant în film. În primul rând, Sobociński a păstrat lumina exterioară în convenția „roșu sau portocaliu”. În al doilea rând, pereții cabanei au fost zugrăviți în patru culori: gri, albastru, galben și violet, care au predominat în picturile lui Wyspiański. În timpul filmărilor interioare, Sobociński a dirijat personal camerele de filmat în ritmul compozițiilor muzicale ale lui Stanisław Radwan. Compozitorul și regizorul au convenit ca filmul să înceapă cu „o muzică foarte tare”, care să scadă în intensitate odată cu dezvoltarea acțiunii filmului.
Daniel Olbrychski, interpretul mirelui, a primit de la Wajda libertate deplină pentru a-și crea propriul personaj. El a alternat filmările de noapte de la Nunta cu prezența pe platoul de filmare al superproducției istorice Potopul (1974), în care a interpretat rolul patriotului Andrzej Kmicic. Actrița Maja Komorowska, interpreta evreicei Rachela, a apărut pe platoul de filmare imediat după încheierea producției filmului Za ścianą (1971) al lui Krzysztof Zanussi. În Nunta ea a jucat într-o rochie neagră și cu o perucă roșcată, ceea ce a făcut ca Rachela să semene cu nimfa Goplana din drama Balladyna a lui Juliusz Słowacki. Actorul Marek Walczewski, care fusese trecut inițial cu vederea de Wajda în rolul gazdei, a primit în timpul filmărilor sarcina de a interpreta o scenă în care stăpânul casei se ridică brusc și își mișcă sabia în aer. În timpul filmării acestei scene Walczewski a spart accidental o lampă scumpă, dar, cu toate acestea, a realizat, potrivit lui Wajda, un efect cinematografic excelent. Vocea Omului de Paie a fost interpretată de compozitorul și cântărețul de muzică rock Czesław Niemen. Ideea distribuirii lui Niemen în acest rol a provenit de la Stanisław Radwan și s-a confruntat inițial cu opoziția lui Wajda, care, în cele din urmă, a fost totuși de acord. Avantajul lui Niemen a fost, potrivit lui Radwan, vocea sa puternică și groasă, care a atras atenția audienței de pe platoul de filmare.

## Analiză și interpretare
Piesa lui Stanisław Wyspiański a fost scrisă într-o epocă frământată a istoriei Poloniei, când statul polonez încetase să mai existe, de aceea a trebuit să se sprijine în mare măsură pe simboluri. Ideea realizării unei adaptări cinematografice a fost pusă în practică la peste 70 de ani de la apariția piesei, într-un context istoric diferit, când multe din simbolurile artistice folosite de Wyspiański se învechiseră și nu mai erau cunoscute de contemporanii săi. Odată cu trecerea timpului avusese loc o modificare a punctelor de vedere cu privire la unele aspecte politice, iar publicul contemporan percepea altfel atât evenimentele istorice menționate în piesă, cât și simbolurile artistice (precum picturile lui Matejko) folosite de dramaturg pentru camuflarea ideilor sale.
Wajda a fost nevoit să modernizeze piesa, înlocuind motivele artistice vechi cu altele noi, eliminând motivele care nu puteau fi redate cinematografic și incluzând chiar aluzii artistice din filmele sale anterioare. Astfel, este introdus un flashback în care Marysia (sora miresei, o fată de la țară) își amintește o poveste de dragoste pe care a avut-o în trecut cu un tânăr pictor de la oraș; Wajda i-a ales pentru aceste roluri pe Emilia Krakowska și Olgierd Łukaszewicz, care jucaseră roluri oarecum similare în Pădurea de mesteceni (1970). Prototipul pictorului a fost Ludwik de Laveaux (1868–1894), un pictor polonez care a murit de tuberculoză la Paris, la vârsta de nici 26 de ani.
Filmul începe cu ceremonia nunții poetului și pictorului Lucjan Rydel cu țăranca Jadwiga Mikołajczyk și cu deplasarea mirilor și însoțitorilor către cabana unde urmează să aibă loc petrecerea. Prezența pe parcursul deplasării procesiunii a unor exerciții militare ale trupelor austriece (pe care pictorul le privește cu melancolie, iar țăranul Czepiec cu ostilitate), a bătrânului care se sprijină în cruce și a unei colibe țărănești cu un sicriu în față (o replică a picturii lui Gierymski) creează o atmosferă de anxietate și suferință și indică faptul că nunta este un pretext de reflecție cu privire la problema națională.

### Motive picturale

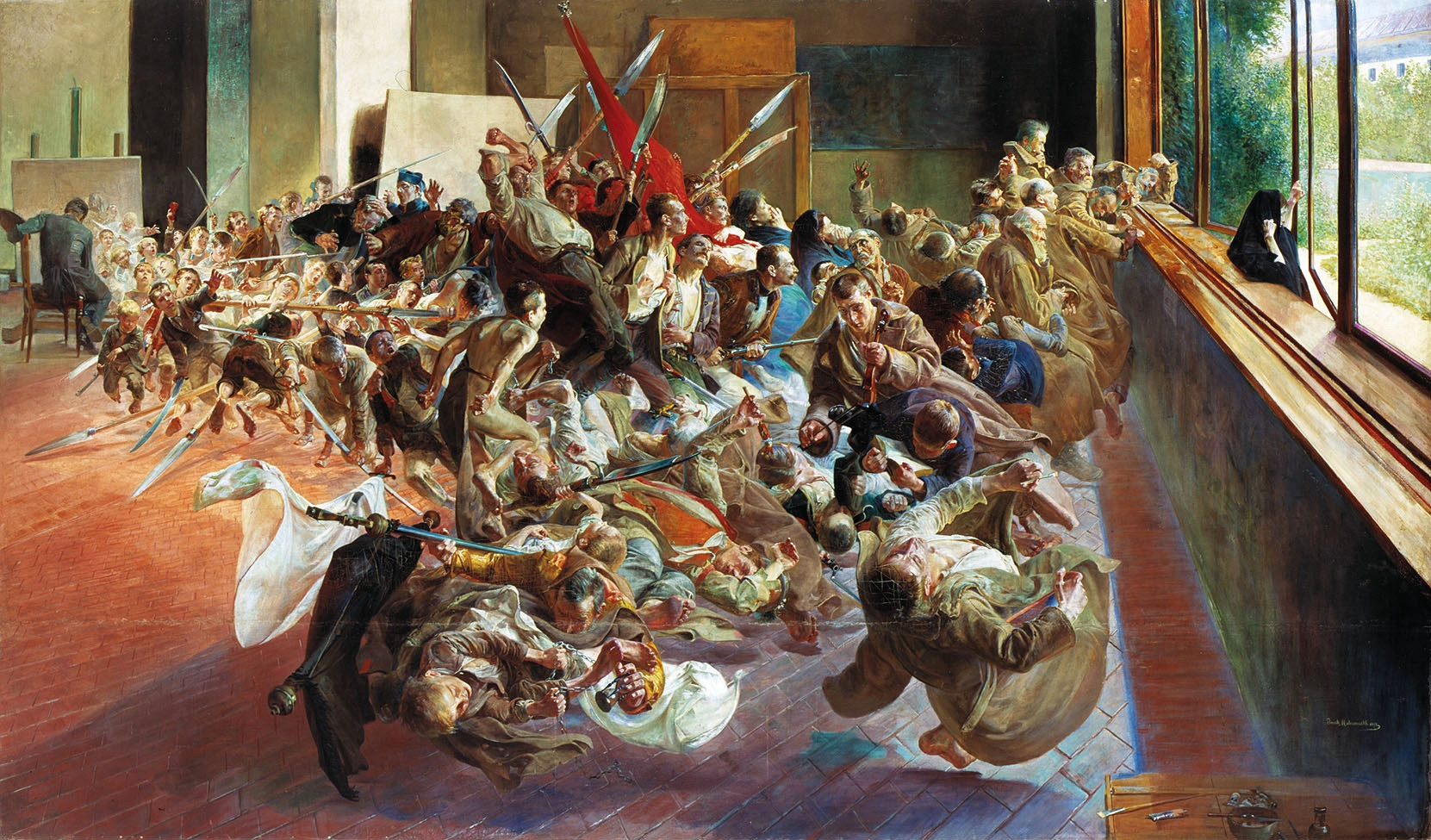
Jacek Malczewski, Melancolie (1890–1894). Pictura lui Malczewski a fost una din sursele de inspirație ale regizorului Nunții.

Filmele realizate de Wajda în anii 1970 s-au caracterizat printr-o „adevărată expansiune a artelor plastice”, care a contribuit la crearea unor metafore artistice și a devenit subiect de analiză comparativă. Cineastul și-a schimbat viziunea în acei ani și s-a dovedit mai interesat de expresia artistică decât de subiectul istoric propriu-zis.
Filmul Nunta a fost supus mai multor analize și interpretări, care au urmărit să identifice simbolurile vizuale și să descopere corelații între imagini și întâmplări reale. Criticul de film Dariusz Chyb a susținut că Wajda s-a inspirat în realizarea ecranizării din picturile lui Józef Mehoffer și Jacek Malczewski (membri, la fel ca și Wyspiański, ai mișcării artistice moderniste Tânăra Polonie) și în mod deosebit din tabloul Melancolie (1890–1894) al lui Malczewski, în care un grup de țărani se repede cu coasele la fereastră, pentru ca ajunși acolo să se retragă brusc. El a observat că un fragment din Panorama Racławice (1893–1894) a fost amplasat – contrar sugestiilor lui Wyspiański – în hambar și nu pe peretele casei și a căzut victimă agresiunii stăpânului casei. Potrivit lui Chyb, acest gest sugerează subminarea importanței iconografice a Panoramei, care era bine întipărită în conștiința națională a polonezilor.
Wajda s-a inspirat într-o oarecare măsură în reprezentarea țăranilor participanți la nuntă din picturile cu tematică rurală (precum Zaloty și Dorobek) ale lui Włodzimierz Tetmajer, care a participat el însuși la nunta lui Rydel. Dariusz Chyb a identificat și alte asemănări ale personajelor cu unele picturi contemporane: mirele seamănă atât cu autorul piesei, cât și cu Lucjan Rydel (din portretele realizate de Wyspiański), dar și cu Józef Mehoffer (din autoportretele sale), gazda nunții amintește de autoportretele lui Jacek Malczewski, doamna consilier seamănă cu soția pictorului Józef Mehoffer, Zosia și Haneczka sunt imaginate de regizor după portretul dublu al Elizei Pareńska (pictată de Wyspiański), o fată blondă este similară cu fata pictată de Józef Pankiewicz, iar o altă fată are trăsăturile actriței Władysława Ordon-Sosnowska (imortalizată în 1903 de Wyspiański în rolul Krasawica din drama Bolesław Śmiały a lui Tadeusz Rittner), țăranul Czepiec a fost asemănat cu Wojciech Bartosz Głowacki (reprezentat în pictura Bătălia de la Racławice a lui Jan Matejko), iar Maryna pare o întruchipare a femeilor tinere și zvelte din creațiile pictorilor mișcării Tânăra Polonie.
Criticul Tadeusz Miczka a găsit în Nunta aluzii și la picturile Vedere din fereastra atelierului și Omul de Paie ale lui Wyspiański și Drumul din Bronowice a lui Aleksander Gierymski. Cu toate acestea, Miczka a fost mai interesat de conținutul imaginar al filmului. În comparație cu opera literară originală – după cum a afirmat expertul cultural sus-menționat – Wajda a întărit sensul simbolic al filmului, oferind dramei lui Wyspiański un caracter universal și conturând stilul cunoscut sub numele de „suprarealism cinematografic”. Specialistul cinefil Miłosz Stelmach a inclus filmul Nunta într-o altă tendință, pe care a numit-o modernismul târziu, ce scoate în evidență „în mod deosebit viziunile degradării, decăderii și morții, pesimismul tipic existențialismului creând un ton încă și mai apocaliptic”. Filmul lui Wajda include și cadre inspirate de alte tablouri celebre din perioada apariției piesei lui Wyspiański: Stańczyk (1862) și Rejtan (1866) ale lui Jan Matejko, Sicriul țăranului (1894–1895) al lui Aleksander Gierymski, precum și câteva tablouri pictate chiar de Wyspiański.

### Intervenția creativă a cineastului

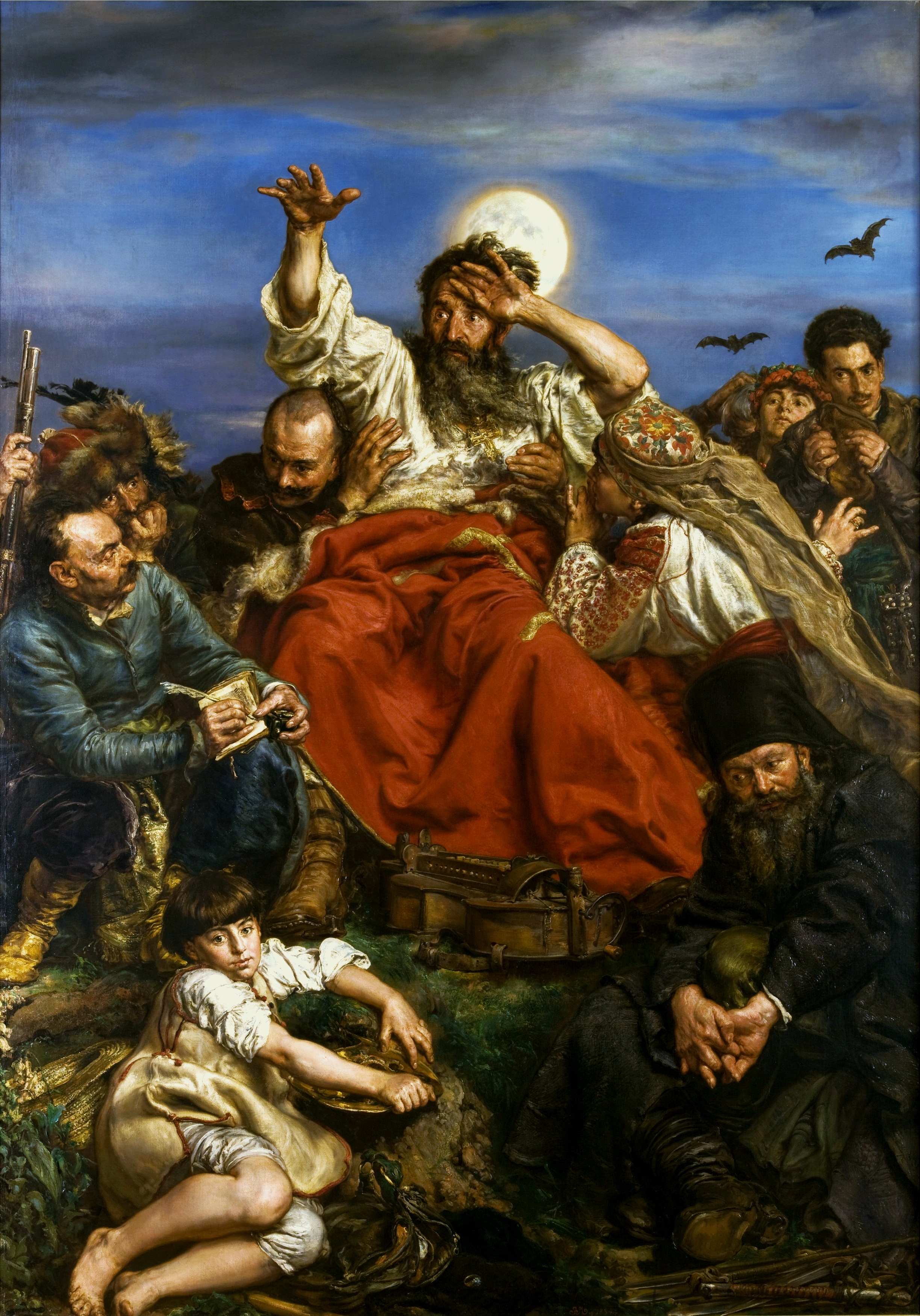
Jan Matejko, Wernyhora (1883–1884). Legendarul bard cazac este deghizat în filmul lui Wajda în Józef Piłsudski.

Întrebarea pe care și-au pus-o cei mai mulți critici a fost în ce măsură filmul lui Wajda ar respecta ideile piesei lui Wyspiański și dacă nu este o creație artistică dominată de o viziune estetizantă. Răspunsurile lor au evidențiat cel mai adesea faptul că imaginile simbolice ale filmului au un dublu rol: localizează acțiunea în timp și spațiu și, în același timp, contribuie la crearea unei atmosfere ireale propice reflecției.
Cineastul amestecă aspectele concrete și aspectele ireale, depășind limitele teatrului și dezvoltând ideile lui Wyspiański cu ajutorul mijloacelor cinematografice. Chiar și evenimentele banale menționate în piesă sunt reconstituite realist și integrate organic în această creație artistică cu rol simbolic. Trecutul ia aici rolul prezentului, ceea ce l-a determinat pe istoricul de artă Wiesław Juszczak să afirme că victoria istoriei nu mai este îndoielnică, ci devine ireversibilă în filmul lui Wajda. Istoria este văzută în filmele lui Wajda ca o forță inexorabilă care nu ține cont de planurile personale și lasă adesea în urma sa un șir de victime, chiar și unele implicate în acțiunea sa. Cu toate că acțiunea politică ce se plămădește anemic în incinta cabanei nupțiale pare să se stingă, germenii ei vor rodi în deceniile următoare, când lupta pentru eliberarea Poloniei va avea sorți de izbândă.
Contextul politic în care se petrece acțiunea este subliniat de Wajda prin imagini foarte sugestive: intelectualii, cei care au puterea de a trezi masele la luptă, sunt reprezentați aici ca niște visători, care privesc satul doar ca un mediu idilic, după cum remarcă cu amărăciune gazda nunții înainte de a distruge tabloul Panorama Racławice ce fusese amplasat în hambar. Dezamăgiți de nehotărârea și apatia intelectualilor, țăranii iau inițiativa și încearcă să-i oblige să divulge secretele pregătirii răscoalei naționale, iar cineastul oprește rapid mișcarea, cufundându-i pe toți într-o transă colectivă. În același timp, calul, element tipic legendelor istorice poloneze, moare sub ochii mirelui. Încercarea de ridicare la luptă a poporului este, prin urmare, sortită să eșueze. Singurul element permanent al filmului este doar „Omul de Paie”, care simbolizează liniștea și somnul. Personajele sunt lipsite de simțul realității și trăiesc un somn colectiv, întrerupt periodic de halucinații în care trecutul pătrunde în prezent. În ultima scenă a filmului, Wajda arată personajele aruncând coasele, ieșind din cabană și încingând o horă în jurul Omului de Paie.
Filmologul polonez Seweryn Kuśmierczyk a contestat opinia că filmul Nunta ar fi o simplă adaptare a piesei lui Wyspiański, căutând să descopere în film prezența unor simboluri universale menționate în lucrările de mitologie ale lui Campbell. Potrivit lui Kuśmierczyk, structura spațială a Nunții este organizată ca o mandala, iar personajele filmului experimentează ritul trecerii de la starea de inconștiență la starea de conștiență deplină (luciditate). În plus, considerând filmul în termeni formali (filmul montat constă din 820 de cadre), Kuśmierczyk a afirmat că „unele scene din Nunta ar putea fi chiar un model pentru videoclipurile muzicale MTV realizate mulți ani mai târziu”.
Spre deosebire de numeroasele ecranizări literare poloneze, care se caracterizează printr-un stil epic „conservator”, încercând să recreeze fidel mediul social din textele originale, filmul lui Wajda are o formă inovatoare asemănătoare cu cea a filmelor Rekopis znaleziony w Saragossie (1965) și Păpușa (Lalka, 1968) ale lui Wojciech Has, susținea cercetătoarea Ewa Mazierska de la University of Central Lancashire. După opinia criticului și teoreticianului Tadeusz Lubelski „trădarea creativă” a conținutului original al dramei a contribuit la succesul Nunții în țara sa de origine și peste hotare. El a citat exemplul lui Wernyhora (un bard cazac mitic din secolul al XVIII-lea, care a profețit căderea Poloniei și apoi renașterea și înflorirea ei), care în anii 1970 era un „simbol fără viață”, dar în viziunea lui Wajda a fost deghizat în Józef Piłsudski – o personalitate a istoriei contemporane trecută sub tăcere. Specialista Łucja Demby a adăugat că Wernyhora al lui Wajda cântă slab Mazurca lui Dąbrowski; prin urmare, filmul Nunta „avea un subiect actual”, pentru că nu era „doar o poveste despre lâncezirea inteligenței poloneze la începutul secolului al XX-lea, ci și o mustrare și o chemare la acțiune în momentul actual”.

## Lansare
Filmul Nunta a avut premiera oficială pe 8 ianuarie 1973 la Teatrul Juliusz Słowacki din Cracovia, iar începând de a doua zi a fost distribuit în mod regulat în cinematografele din Polonia. Publicul polonez a fost entuziasmat de adaptarea modernă și inovatoare a dramei poetice, căreia Stanisław Wyspiański îi atribuise la începutul secolului al XX-lea rangul de „conștiința națiunii” (sumienia narodu).
După ce a fost vizionat în Italia în mai 1973, cu ocazia Săptămânii Filmului Polonez organizate la Napoli și la Roma, și a fost prezentat în septembrie 1973 la Festivalul Internațional de Film de la San Sebastián (Spania), a fost lansat în Ungaria la 28 martie 1974, în Finlanda la 29 martie 1974, în Republica Federală Germania la 25 aprilie 1974, în Republica Democrată Germană la 26 iulie 1974, în Suedia la 6 octombrie 1975 și în Grecia la 6 martie 1978. Difuzarea filmului a fost însă una restrânsă. Interesul publicului străin a fost mai redus, din cauza slabei cunoașteri a contextului istoric în care se desfășoară acțiunea piesei. Cu toate acestea, criticii străini au apreciat lirismul filmului, fiind impresionați de oscilarea permanentă a imaginilor între realitate și imaginație, de pendularea personajelor între starea de veghe și somn, de motivele etnografice și de substratul psihanalitic al gândirii personajelor. După opinia filmologului Tadeusz Miczka, filmul lui Wajda a depășit granițele naționale și a dobândit o dimensiune universală.
Nunta a fost lansat în România în anul 1973, fiind difuzat în cinematografe cu tăieri operate de organele de cenzură. Au fost eliminate două secvențe: discuția între jurnalist și Czepiec cu privire la Răscoala Boxerilor din China și referirea la trădarea hatmanului Franciszek Ksawery Branicki în favoarea Rusiei, după cum reiese dintr-o solicitare a organelor de cenzură din 25 septembrie 1973. Interesul publicului român a fost foarte redus, după cum remarca publicista Ecaterina Oproiu: Nunta era difuzată în săli aproape goale, în timp ce filmul indian O floare și doi grădinari atrăgea o mulțime de spectatori, iar unii doritori ajungeau să nu mai găsească bilete.

## Primirea filmului

### Aprecieri critice
Recenziile criticilor polonezi au fost variate. Astfel, istoricul de artă Wiesław Juszczak și criticul de film Tadeusz Miczka au considerat filmul lui Wajda „o capodoperă”, iar jurnalistul Aleksander Halka-Ledóchowski l-a descris în revista lunară Kino drept un „spectacol desăvârșit din punct de vedere tehnic” și a lăudat în același timp interpretarea rolului Czepiec de către actorul Franciszek Pieczka. Criticul de film Krzysztof Teodor Toeplitz a scris în revista Miesięcznik Literacki, că eforturile organizatorice ale lui Wajda au permis ruperea convenției teatrale: „sala de nuntă a lui Wajda este strâmtă și aglomerată, holul îngust, curtea – noroioasă și mohorâtă, iar în șopron tablourile neterminate ale stăpânului casei zac aruncate la întâmplare lângă uneltele de lucru” și au făcut ca drama să devină „concretă, tangibilă și plină de substanță”.
Zygmunt Kałużyński a declarat în săptămânalul Polityka că, în filmul Nunta, Wajda „a captat realizările cinematografice importante ale Noului Val și anume canalizarea fluxului conștiinței, cultivată de Resnais, Godard și Fellini – o serie de imagini neașteptate, întrerupte brusc, care ar trebui să reproducă experiențele interioare ale personajelor”. Criticul l-a lăudat pe Wajda pentru conceperea scenelor violente în care țăranii îi înconjură pe intelectuali, dar s-a declarat nemulțumit de scena în care Jasiek ajunge la granița celor trei imperii, considerând-o teatrală și prea puțin credibilă. Scriitorul Antoni Słonimski de la săptămânalul catolic Tygodnik Powszechny a fost foarte critic la adresa filmului, căruia i-a reproșat că „adevărul istoric a fost ignorat și poezia a fost masacrată”, în timp ce Wajda a înecat „aproape toate dialogurile delicate ale Nunții în muzică de dans asurzitoare și țipete de oameni beți”.
Criticii francezi au avut un alt gen de atitudine cu privire la filmul Nunta. Gilles Jacob de la L'Express și Louis Chauvet de la Le Figaro au descris filmul ca „interesant”, „frumos” și „foarte emoționant”, în timp ce Robert Chazal de la France-Soir l-a considerat echivalentul polonez al filmului La dolce vita al lui Fellini. În recenziile filmului Nunta realizate de criticii francezi s-a subliniat, de asemenea, că el descrie bine situația politico-istorică a Poloniei, iar unele recenzii au lăudat în mod deosebit nivelul său artistic. Jurnalista română Ecaterina Oproiu a considerat Nunta o „capodoperă”. Istoricul de film american Paul Coates a avut o opinie mai conservatoare, susținând că Nunta este un film „foarte nereușit”, bazat pe un spectacol pretențios în stilul creațiilor academice.
Enciclopedia cinematografică germană Lexikon des internationalen Films descrie astfel acest film: „Adaptare cinematografică multistratificată și ambiguă a piesei omonime a lui Stanisław Wyspiański, care prezintă în aparență nunta unui poet cu fiica unui fermier în noiembrie 1900 într-un sat de lângă Cracovia, dar care este în profunzime o analiză subtilă și cu multe fațete a situației politice din acea vreme, în care Polonia era împărțită și ocupată de ruși și austrieci. Pusă excelent în scenă, uneori puțin confuză și probabil accesibilă doar celor care cunosc istoria Poloniei și sunt capabili să interpreteze puzzle-ul de imagini pe scară largă.”.

### Reinterpretări
Barbara Giza a comparat într-un articol din 2005 filmul lui Wajda cu filmul omonim al lui Wojciech Smarzowski. Ea a scris că „în timp ce în Nunta lui Wyspiański și în filmul lui Wajda cele mai importante elemente erau folclorul polonez, muzica populară și costumele colorate ale țăranilor ce joacă dezlănțuiți”, în creația artistică a lui Smarzowski folclorul „coboară la nivelul unui ritual sec”, în timp ce petrecerea de nuntă se desfășoară „în ritmurile cântecelor despre un ursuleț alb și dragostea în bălegar”. Artista video Karolina Kowalska s-a inspirat, de asemenea, din filmul lui Wajda într-un videoclip Rave (2008), cu durata de 4 minute și 23 de secunde, în care a reasamblat scene dinamice din film și le-a accelerat, combinându-le cu muzica ei.

### Premii
Nunta a fost distins cu premiul Scoica de Argint la Festivalul Internațional de Film de la San Sebastián și a câștigat cinci premii la festivalul Lubuskie Lato Filmowe din Łagów: marele premiu Złote Grono (Strugurele de Aur), premiul Consiliului Artistic coordonator al studiourilor de cinema (Andrzej Wajda) și premii pentru scenariu (Andrzej Kijowski), scenografie (Tadeusz Wybult, Krystyna Zachwatowicz și Maciej Maria Putowski) și imagine (Witold Sobociński).
În sondajul revistei poloneze Film, Nunta a fost onorat cu distincția Camera de Aur (Złotą Kamerą) pentru cel mai bun film polonez al anului 1973. Regizorul american Martin Scorsese a considerat Nunta ca fiind una dintre capodoperele cinematografiei poloneze și l-a selectat în 2014 pentru a fi vizionat în Statele Unite ale Americii și Canada în cadrul festivalului filmului polonez Martin Scorsese Presents: Masterpieces of Polish Cinema.

## Notă explicativă
1. ↑  Bronowice Małe, care se află la o distanță de 5 km nord-vest de centrul orașului Cracovia, a fost o localitate rurală înaintea Primului Război Mondial, fiind formată din numeroase clădiri pitorești și încă populată cu țărani îmbrăcați în costume tradiționale. Mai mulți scriitori și artiști asociați mișcării artistice moderniste Młoda Polska („Tânăra Polonie”) veneau aici să scrie versuri, să picteze sau pur și simplu să mediteze, atrași de frumusețea și liniștea locurilor, precum și de aspectul rustic tradițional al așezării. Satul a fost încorporat în 1941 de ocupanții germani în orașul Cracovia, devenind astfel un cartier al districtului suburban Bronowice. Vezi Andrzej Lechowski, Bronowice – dzielnica Krakowa: kalendarium dziejów, Universitas, Cracovia, 1995, pp. 113–114; Ryszard Burek, Encyklopedia Krakowa, Wydawnictwo Naukowe PWN, Varșovia, 2000, p. 85; Maria Malec, Słownik etymologiczny nazw geograficznych Polski, Wydawnictwo Naukowe PWN, Varșovia, 2002, p. 48; Jonathan Bousfield, Mark Salter, Jeroen van Marle, The Rough Guide to Poland, Rough Guides, New York, 2009, p. 393.

## Legături externe
- en  Nunta la Internet Movie Database
- pl Wesele în baza de date filmweb.pl
- pl Wesele în baza de date  filmpolski.pl
- pl Wesele în baza de date a Arhivei Naționale de Filme „Fototeka”
- en  Wesele [The Wedding] Arhivat în 6 martie 2020, la Wayback Machine. pe site-ul personal al lui Andrzej Wajda